# René Charette
René Charette, seigneur de La Bretonnière, de Montbert et d'Aigrefeuille, était maire de Nantes du 9 décembre 1636 au 27 décembre 1637.

## Biographie
Il est le fils de René Charette de la Bretonnière. Marié à Charlotte de Cornulier, fille du maire Claude de Cornulier, il est le père de Jacques Charette.
Conseiller d'état et sénéchal de Nantes, il est maire de Nantes.
Municipalité destituée le 7 décembre 1637 par le roi Louis XIV, pour manque de réactivité face aux émeutes visant les Portugais de Nantes en janvier 1637.